# Списък на държавните глави през 500 пр.н.е.
Списък на държавните глави през 500 пр.н.е.. През 500 пр.н.е. следните са владетели:

## Азия
- Китай (династия Източен Чжоу) – Цзин-ван (Гуай) (519 пр.н.е. – 475 пр.н.е.)
- Индия
  - Магадха – Харянки (544 пр.н.е. – 413 пр.н.е.)
- Милет – Аристагора, тиран (ок. 520 пр.н.е. – 497 пр.н.е.)
- Персийска империя (династия Ахемениди) – Дарий I, цар (522 пр.н.е. – 486 пр.н.е.)
- Чосон – Илсон-ван (Ки Ган), цар (503 пр.н.е. – 486 пр.н.е.)

## Африка
- Картаген – Хамилкар I, (Магониди), цар (ок. 510 пр.н.е. – 480 пр.н.е.)
- Кирена – Бат IV, Батиади, цар (ок. 515 пр.н.е. – 470 пр.н.е.)
- Куш – Аманиастабарка, цар (510 пр.н.е. – 487 пр.н.е.)
- Сабейско царство – Йаса'амар Байин II бен Сумху'алай, цар (ок. 525 пр.н.е. – [[495 пр.н.е:)

## Европа
- Акрагент – Енесидем (ок. 515 пр.н.е. – 490 пр.н.е.)
- Атина -
- Хермокреон, архонт (501 пр.н.е. – 500 пр.н.е.)
- Смирус, архонт (500 пр.н.е. – 499 пр.н.е.)
- Гела – Клеандър, тиран (505 пр.н.е. – 498 пр.н.е.)
- Македония – Аминта I, цар (ок 540 пр.н.е. – 495 пр.н.е.)
- Римска република -
- Маний Тулий Лонг, консул (500 пр.н.е.)
- Сервий Сулпиций Камарин Корнут, консул (500 пр.н.е.)
- Самос – Еак, цар (ок. 505 пр.н.е. – 500 пр.н.е.)
- Спарта —
- Клеомен I (род Агиди), цар (ок. 520 пр.н.е. – 490 пр.н.е.)
- Демарат (род Еврипонтиди), цар (ок. 515 пр.н.е.—491 пр.н.е.)
- Тракийски Херсонес – Милтиад Младши (ок. 510 пр.н.е. – 490 пр.н.е.)